# Eric Swiggers
Eric Swiggers (Deurne, 1968) is een Nederlands componist en dirigent. Voor bepaalde werken gebruikt hij het pseudoniem Ennio Salvere.

## Levensloop
Swiggers is een telg uit een van oorsprong Belgisch geslacht uit het Antwerpse Borgerhout. Zijn overgrootvader Cornelius Alphonsus Swiggers kwam in 1919 naar Deurne. Heinrich Cerfontaine was Swiggers' oudoom.
Swiggers ging na het gymnasium studeren aan het Brabants Conservatorium in Tilburg met drie hoofdvakken, namelijk uitvoerend musicus, harmonie en fanfaredirectie bij Jan Cober en compositie bij Kees Schoonenbeek en bijvakken zoals saxofoon bij Jean Pennings en Hans de Jong. Gedurende zijn studietijd maakte hij ook concertreizen onder andere naar Griekenland en Hongarije waar hij concerteerde in de Universiteit van Szeged - faculteit voor muziek (conservatorium).
Als dirigent is hij bezig voor verschillende harmonieorkesten zoals de Koninklijke Harmonie, Deurne, het ZomerOrkest Nederland, de Harmonie "St. Caecilia", Lieshout, de Koninklijke Harmonie "l'Union", Bladel en van 1992 tot 1997 van de Fanfare "St. Cecilia", Maashees. Van 1994 tot 2000 was hij als docent verbonden aan Muziekschool Geldrop, Heeze, Nuenen
In 2001 won hij met de Suite, voor saxofoonkwartet, piano en percussie de eerste prijs in de compositiewedstrijd van de gemeente Hilvarenbeek. Als componist schrijft hij vooral voor harmonie- en fanfareorkesten, maar ook voor koren, kamermuziek, beiaard en symfonieorkest.
Van 2011 t/m 2015 heeft hij ICT gestudeerd aan Fontys Hogescholen te Eindhoven, waar hij cum laude is afgestudeerd en hij is momenteel webdeveloper.
Hij is momenteel lid van de band First Class.

## Composities

### Werken voor orkest
- Vlucht

### Werken voor harmonie- en fanfareorkest
- 1992 Thinking of You...., jazzy improvisatie in bossa-nova stijl voor bugel en harmonie- of fanfareorkest
- 1993 Emozioni, symfonische variaties voor saxofoonorkest
- 1993 Farewell
- 1994 Introduction & Caprice, voor flugelhorn en fanfareorkest
- 2001 A Jubilee Overture, voor harmonieorkest
- 2001 Knights of the Round Table, voor harmonie- of fanfareorkest
- 2001 Keep It Up!
- 2003 Decennium, voor harmonie- of fanfareorkest
- 2005 Richmond Avenue, concertmars
- 2006 Aurora, voor fanfareorkest
- 2009 Astro Suite, voor harmonieorkest (verplicht werk tijdens het Internationaal Concours "Flicorno d'Oro" in Riva del Garda (Italië) 2012)
  1. Maagd (Virgo) (24 augustus - 23 september)
  2. Tweelingen (Gemini) (21 mei - 21 juni)
  3. Vissen (Piscus) (20 februari - 21 maart)
  4. Boogschutter (Sagitarius) (23 november - 21 december)
- 2010 Fleodrodum, voor fanfareorkest - Verplicht werk tijdens het 16e Wereld Muziek Concours Kerkrade in 2013 in de sectie fanfareorkesten 2e divisie[4] - verplicht uit te voeren werk 2e divisie ONFK

### Werken voor harmonie- en fanfareorkest (variabele bezetting) van "Ennio Salvere"
- 2003 Give Me Some Groove
- 2004 Adventure Games
- 2004 Happy Hour
- 2005 Good Friends
- 2006 Great Escape
- 2006 Straight Ahead
- 2007 PC Suite

### Werken voor koren
- 2001 De Knotwilg en 't Schaterend Keeltje, tweeluik over de Peel voor mannenkoor - tekst: Frans Babylon en Bert Bijnen
- 2003 Bernhezer Volkslied, voor gemengd koor - tekst: Clemens Geenen, Mathieu Bosch, Marcel van Herpen
- Landscapes, voor 8-stemmige gemengd koor - tekst: Thomas Stearns Eliot

### Kamermuziek
- 1991 Scherzo, voor altsaxofoon en marimba
- 1993 Dance of the Almonds, voor saxofoonkwartet
- 1993 Heptagram, voor strijkkwartet
- 1995 Cluedo, voor zes bugels
- 1997 Fanfare, voor vier trompetten
- 2001 Suite, voor saxofoonkwartet, piano en percussie (won hiermee de Hilvarenbeekse Muziekprijs in 2001)
- 2001 March, Romance & Humoresque, voor twee bugels en twee trombones
- 2006 A Festive Hymn, voor vierstemmig klaroenkorps, trombones en slagwerk

### Werken voorbeiaard
- 1998 L'Orage d'Esprit Céleste
- 2001 Il Ciclo Della Luna
- 2002 Sonata per Campana
  1. Allegro
  2. Intermezzo
  3. Rondo
- BellRinging
- Riverdance, van Bill Whelan voor beiaard bewerkt van Eric Swiggers